# Вышеградский кодекс
Вышеградский кодекс (чеш. Kodex vyšehradský), или Коронационный евангелиарий короля Вратислава — средневековый иллюминированный сборник латинских евангельских текстов (евангелиарий), созданный специально для коронационной мессы первого чешского короля Вратислава II, состоявшейся 15 июня 1085 года в Пражском граде. Название получил по пражскому замку Вышеград, где евангелиарий хранился до XIII века. По количеству и художественному уровню иллюстраций принадлежит к наиболее интересным рукописям средневековой Европы. В 2006 году включён в список национальных памятников культуры Чешской Республики. В настоящее время хранится в Клементинуме, Прага.

## История
Коронационный евангелиарий — служебный литургический сборник, содержащий латинские тексты евангелия, расположенные в порядке литургических чтений церковного года, специально предназначенный для использования в коронационной мессе первого чешского короля Вратислава II, начали создавать ещё в семидесятых годах XI века. По версии современных историков, Вышеградский кодекс был создан в скриптории Emmerames в Баварии и привезён в Прагу ко дню коронации 15 июня 1085 (или 1086) года. В создании кодекса принимали участие три художника. Заказчиком рукописи, вероятно, выступил один из чешских монастырей бенедиктинцев. После восшествия Вратислава на королевский престол Чехии коронационный евангелиарий, судя по всему, долгое время хранился в королевской резиденции в Вышеграде.
После коронации Вацлава I в 1228 году Вышеградский евангелиарий был перенесён в Пражский град и помещён на хранение в библиотеку Святовитского митрополичего капитула. Именно к концу XIII века относится пометка de Wisegrad, сделанная на задней обложке кодекса (лист 109), благодаря которой евангелиарий и получил своё нынешнее название.
В 1619 году Вышеградский кодекс был перевезён в деревню Длоуга-Вес, где его спрятали от протестантов. Известно, что в 1728 году евангелиарий хранился в библиотеке пражской Архиепископской семинарии. Со 2-й половины XVIII века евангелиарий хранится в пражском Клементинуме, а во время Второй мировой войны был помещён на хранение в замок Карлштейн. В 2006 году его внесли в список национальных памятников культуры Чешской Республики. В настоящее время в постоянной экспозиции Клементинума выставлена факсимильная копия Вышеградского кодекса, сделанная в 2012 году.

## Описание
|                               |  |                            |  |                                        |  |                                |  |                          |
| Вратислав II и Древо Иессеево |  | Сцена «Поклонение волхвов» |  | Сцены «Тайная вечеря» и «Омовение ног» |  | Сцена «Воскресение из мёртвых» |  | Сцена «Христос во славе» |

Евангелиарий написан на латыни на 108 пергаментных листах размером 32×41 см и иллюминирован 35-ю цветными миниатюрами в романском стиле. Рукопись заключена в обложку, обтянутую тканью и украшенную вышитым растительным орнаментом зелёного цвета. К задней стороне обложки пришита мандорла с изображением благословляющего Христа. В иллюминациях Вышеградского кодекса отражены практически все привычные для романской живописи Центральной Европы сюжеты, однако встречаются и довольно редкие композиции. Характерными элементами этих миниатюр являются твердый рисунок и специфическая цветовая гамма, сочетающая в себе красные, розовые, оливковые, голубые и охряные тона на золотом фоне. Страницы евангелиария заключены в декоративные рамки, заполненные текстом либо украшенные растительным или геометрическим орнаментом.
Вышеградский кодекс открывается стилизованной романской миниатюрой, изображающей четырёх евангелистов за пюпитрами. Это изображение характеризуется гармоничным сочетанием блеклых тонов и золотого фона. Контурный рисунок здесь дополнен внутренним, расчленяющим отдельные формы параллельными штрихами. Декоративная разбивка страницы наиболее явно выступает в других миниатюрах евангелиария, в которых изображается родословие Иисуса Христа. Эти иллюминации напоминают ковровый узор, состоящий из отдельных секций наподобие витражей или расписных потолков.
Одной из изящнейших миниатюр евангелиария считается композиция «Рождество Христово», в центральной части которой изображены ясли Христовы с младенцем Иисусом. В нижней части композиции изображена лежащая Девы Марии, в верхней — сонм ангелов, устремлённых из сфер небесных к земле. Эта миниатюра отличается полным единством небесных и земных сфер. Монументальной миниатюрой евангелиария является композиция «Христос во славе», заключённая в рамку золотого прямоугольника, по углам которого изображены фигуры четырёх ангелов, несущих мандорлу, в центре которой восседает Христос Вседержитель. Иллюминация отличается великолепием стилизованных форм, передаёт ритм контурного и внутреннего рисунка, создаёт впечатление уравновешенности розово-синей цветовой гаммы. Монументальность образов преобладает также в миниатюрах «Тайная вечеря» и «Омовение ног». Композиция «Воскресения из мертвых» передаёт своеобразный ритм, достигаемый твердым построением форм и последовательным внедрением плоскостной трактовки на золотом фоне.
Коронационный евангелиарий короля Вратислава благодаря мастерству своего исполнения и разнообразию содержащихся в нём иконографических сцен считается чрезвычайно ценным памятником романского книжного искусства и стоит в одном ряду с лучшими памятниками книжной миниатюры Центральной Европы своего времени.